# Anagyrus frontolatus
Anagyrus frontolatus is een vliesvleugelig insect uit de familie Encyrtidae. De wetenschappelijke naam is voor het eerst geldig gepubliceerd in 1996 door Sushil & Khan.